# إليسا بريدغز
إليسا بريدغز (بالإنجليزية: Elisa Bridges)‏ هي بلاي ميت وعارضة وممثلة أمريكية، ولدت في 24 مايو 1973 في ميامي في الولايات المتحدة، وتوفيت في 7 فبراير 2002 في لوس أنجلوس في الولايات المتحدة بسبب جرعة زائدة. من الجوائز التي نالتها بلاي بوي بلاي ميت سنة 1994.

## جوائز
- بلاي بوي بلاي ميت (1994)

## وصلات خارجية
- إليسا بريدغز على موقع IMDb (الإنجليزية)